# Ephraim Ståhl
Ephraim Ståhl, född 22 november 1768, död 10 maj 1820, var en stolmakare i Stockholm och mästare i Stolmakareämbetet 1794–1820. 
Ephraim Ståhl verkade under Gustav IV Adolfs, Karl XIII:s och även in på Karl XIV Johans regeringstid. Kungliga husgerådskammaren beställde en mängd stolar från hans verkstad. Hans möbler finns att se på bland annat Stockholms slott, Gripsholm, Tullgarns slott, Rosersberg och Nationalmuseum. Utmärkande för hans stil är stolbenens avslutande i bockfötter, lejontassar eller svannäbbar.